# Volkswagen EA855 evo
Volkswagen EA855 evo — бензиновый двигатель внутреннего сгорания немецкого автоконцерна Volkswagen, находящийся в производстве с 2015 года. Является модернизацией двигателя Volkswagen EA855, от которого отличается алюминиевым блоком цилиндров. Масса двигателя Volkswagen EA855 evo на 18,8 кг меньше базовой модели.

## Технические характеристики
Клапанный механизм двигателя Volkswagen EA855 evo приводится в действие ремнём газораспределительного механизма. Стенки цилиндров покрыты плазменным напылением толщиной от 0,1 до 0,2 мм.
Топливо подаётся пластинчатой гидромашиной, который плавно регулируется в независимости от частоты вращения двигателя.
Как и у базовой модели, объём двигателя Volkswagen EA855 evo составляет 2480 см³, диаметр цилиндра составляет 92,8 мм, а ход поршня составляет 82,5 мм, но диаметр поршня увеличен до 23 мм. Болты коренных подшипников имеют размер резьбы М10, а коренные подшипники имеют размер 52 мм. Их вкладыши имеют специальное покрытие, снижающее износ при использовании системы «старт-стоп».

## Продукция
Двигатель с сажевым фильтром получил индекс DNWA, а без сажевого — DAZA. Устанавливается на автомобили Audi TT RS FV (с 2016 года), Audi RS3 (с 2017 года) и Audi RS Q3 F3 (с 2019 года). С 2021 года двигатель устанавливается на автомобиль Cupra Formentor.